# 唐伯虎 (歌手)
安妮·凯瑟琳·劳德米尔克（英語：Annie Kathryn Lowdermilk，1990年8月13日—），艺名“唐伯虎”（汉名取自同名的中国古人），是定居在中华人民共和国的一名美国歌手，于中央电视台节目星光大道出身，为五洲唱响乐团中的一员。

## 经历
唐伯虎曾于其12岁时（2003年）参加加州青少年歌唱大赛并获取亚军，13岁时（2004年）作为留学生留学中国，2007年到北京专修音乐，是一名对英语及汉语均比较精通的美国人。2008年加入太平洋乐队，2009年加入五洲唱响乐团成为乐团主唱，2013年获陈小春邀请出席其演唱会嘉宾，2017年搭档鞠红川参加第二季《中国新歌声》，成功加入刘欢战队。